# HD 210434
HD 210434 är en ensam stjärna belägen i den norra delen av stjärnbilden Vattumannen. Den har en skenbar magnitud av ca 5,98 och är svagt synlig för blotta ögat där ljusföroreningar ej förekommer. Baserat på parallaxmätning inom Hipparcosuppdraget på ca 9,8 mas, beräknas den befinna sig på ett avstånd på ca 330 ljusår (ca 102 parsek) från solen. Den rör sig närmare solen med en heliocentrisk radialhastighet på ca -18 km/s.

## Egenskaper
HD 210434 är en orange till gul jättestjärna av spektralklass G8/K0 III. Den har en massa som är ca 2,4 solmassor, en radie som är ca 8,5 solradier och har ca 50 gånger solens utstrålning av energi från dess fotosfär vid en effektiv temperatur av ca 4 900 K.